# Doi Kohei
Kohei Doi (土井 康平 Doi Kōhei, sinh ngày 24 tháng 12 năm 1988) là một cầu thủ bóng đá người Nhật Bản, thi đấu cho Grulla Morioka ở vị trí thủ môn.

## Sự nghiệp
Sinh ra và lớn lên ở Kobe, anh chưa bao giờ ra sân cho Vissel, mặc dù có thi đấu ở lứa trẻ. Sau 3 mùa giải với Mito Hollyhock và FC Imabari, anh ký hợp đồng với Grulla Morioka, nơi anh thi đấu kể từ năm 2012.
Anh được biết đến khi có một pha phản lưới nhà từ một cú sút xa trong trận đấu ở J3 League 2014 với Nagano Parceiro. Anh được gửi đi theo dạng cho mượn đến Kyoto Sanga sau khi không được thi đấu nhiều trong năm 2015, nhưng anh trở lại Grulla vào cuối mùa giải.

## Thống kê câu lạc bộ
Cập nhật đến ngày 23 tháng 2 năm 2017.
| Thành tích câu lạc bộ | Thành tích câu lạc bộ | Thành tích câu lạc bộ | Giải vô địch | Giải vô địch | Cúp                   | Cúp                   | Cúp Liên đoàn | Cúp Liên đoàn | Tổng cộng | Tổng cộng |
| Mùa giải              | Câu lạc bộ            | Giải vô địch          | Số trận      | Bàn thắng    | Số trận               | Bàn thắng             | Số trận       | Bàn thắng     | Số trận   | Bàn thắng |
| Nhật Bản              | Nhật Bản              | Nhật Bản              | Giải vô địch | Giải vô địch | Cúp Hoàng đế Nhật Bản | Cúp Hoàng đế Nhật Bản | J. League Cup | J. League Cup | Tổng cộng | Tổng cộng |
| --------------------- | --------------------- | --------------------- | ------------ | ------------ | --------------------- | --------------------- | ------------- | ------------- | --------- | --------- |
| 2007                  | Vissel Kobe           | J1 League             | 0            | 0            | 0                     | 0                     | 0             | 0             | 0         | 0         |
| 2008                  | Vissel Kobe           | J1 League             | 0            | 0            | 0                     | 0                     | 0             | 0             | 0         | 0         |
| 2009                  | Vissel Kobe           | J1 League             | 0            | 0            | –                     | –                     | 0             | 0             | 0         | 0         |
| 2009                  | Mito Hollyhock        | J2 League             | 0            | 0            | –                     | –                     | –             | –             | 0         | 0         |
| 2010                  | FC Imabari            | JRL                   | 14           | 0            | 2                     | 0                     | –             | –             | 16        | 0         |
| 2011                  | FC Imabari            | JRL                   | 12           | 0            | 1                     | 0                     | –             | –             | 13        | 0         |
| 2012                  | Grulla Morioka        | JRL                   | 12           | 0            | 1                     | 0                     | –             | –             | 13        | 0         |
| 2013                  | Grulla Morioka        | JRL                   | 11           | 0            | 1                     | 0                     | –             | –             | 12        | 0         |
| 2014                  | Grulla Morioka        | J3 League             | 25           | 1            | 1                     | 0                     | –             | –             | 26        | 1         |
| 2015                  | Grulla Morioka        | J3 League             | 1            | 0            | –                     | –                     | –             | –             | 1         | 0         |
| 2015                  | Kyoto Sanga           | J2 League             | 0            | 0            | 0                     | 0                     | –             | –             | 0         | 0         |
| 2016                  | Grulla Morioka        | J3 League             | 30           | 0            | 3                     | 0                     | –             | –             | 33        | 0         |
| Tổng                  | Tổng                  | Tổng                  | 158          | 11           | 10                    | 2                     | 2             | 0             | 170       | 13        |